# Crise financière de 2008 en Islande
La crise financière de 2008 en Islande affecte le système économique et bancaire en octobre 2008, dans le contexte de la crise économique mondiale de 2007-2009 provoqué par la crise des subprimes et a débouché sur la révolution islandaise. La crise islandaise est la conséquence directe de la politique d'endettement et du gonflement des bilans des principales banques locales durant les années 2000 à des niveaux dépassant plusieurs fois le PIB de l'Islande. Pour prévenir l'effondrement du système bancaire islandais, les trois principales banques du pays ont été nationalisées.
Fin septembre 2008, la banque Glitnir voit 75 % de ses actions rachetées par l'État islandais. La semaine suivante, le contrôle de Landsbanki fut transmis à l'Autorité financière islandaise (FME). Peu après, la même organisation prit le contrôle de la principale banque islandaise, Kaupthing, l'Islande « étant près de devenir le premier cas de faillite nationale de la crise financière mondiale ». 
Cependant, le Premier ministre Geir Haarde déclara que les actions prises garantissaient que l'État ne serait pas en faillite. Au 31 juillet 2008, la dette nationale extérieure de l'Islande se montait à 9 553 milliards de couronnes islandaises, plus de 80 % étant détenus par les banques, alors que le produit national brut du pays s'élevait à 1 279 milliards en 2007.
Les effets de cette défaillance se font sentir dans d'autres pays européens. Au Royaume-Uni, les clients d'Icesave (une filiale de la Landsbanki) constatèrent le 7 octobre qu'ils ne pouvaient plus retirer de fonds. De nombreuses organisations, municipalités et autorités britanniques détiennent des fonds dans les banques islandaises. De la même façon, beaucoup de banques européennes ont des centaines de millions d'euros d'exposition dans les banques islandaises.
Les fonds des clients belges et luxembourgeois investis auprès de la filiale luxembourgeoise de la banque Kaupthing sont également inaccessibles en octobre 2008.
La crise a eu d'importantes répercussions sur l'image de l'Islande à l’étranger.

## Causes
En octobre 2007, le quotidien français Le Figaro décrit en ces termes le miracle islandais : « Avec un produit intérieur brut de 40 000 euros par habitant, les Islandais jouissent, selon l'ONU, du niveau de vie le plus élevé au monde, juste après les Norvégiens. [...] Le chômage est inexistant, la dette minime, et, ces dix dernières années, l'économie s'est accrue de 4,5 % par an en moyenne. » Le premier ministre Geir Haarde affirme alors : « Notre plus grande fierté, c'est d'avoir amélioré le niveau de vie général de la population : depuis 1994, le revenu disponible moyen des ménages, après impôts, a augmenté de 75 % ! »
Le secteur bancaire de l'Islande a connu dans les années 2000 une croissance sans précédent avec un volume passant de 100 % du PIB à plus de 1 000 % en 2003. Les actifs consolidés des banques représentaient 880 % du PIB islandais à la fin de 2007. Les banques locales se lancent dans une politique d'endettement avec effet de levier massif et spéculent sur des actifs de plus en plus risqués. Lors de ses consultations au titre de l'article IV, le Fonds monétaire international (FMI) note la taille « colossale » du secteur bancaire, « mais sans que cela soit mis en évidence comme facteur important de vulnérabilité à traiter d’urgence ». Bien au contraire, les rapports du FMI restent très optimistes : « Les perspectives à moyen terme de l’Islande restent enviables. Des marchés ouverts et souples, des institutions saines […] ont permis à l’Islande de tirer parti des possibilités offertes par la mondialisation. » Le rapport du FMI concernant l'activité ajoute : « De sérieux doutes ont été soulevés sur la santé et à la viabilité des trois principales banques privées islandaises par les banques d’investissement et un membre du Conseil, qui a fait observer, […] que l’Islande fonctionnait intrinsèquement comme un fonds spéculatif, empruntant à l’étranger pour acquérir des avoirs extérieurs, ajoutant que l’effet de levier significatif constituait un risque pour le système financier. Mais ces opinions n’ont eu aucun impact sur la surveillance du FMI. »
La crise en Islande n'est pas liée, comme en Grèce, au désordre des finances publiques, mais comme en Irlande, au système bancaire et au gonflement des bilans des banques locales. « L’effondrement financier résulte essentiellement des stratégies risquées appliquées par les banques. » Ces taux d'endettement en cas de défaillance des banques locales avaient la capacité intrinsèque de mettre le pays en faillite.

## Déroulement
La crise intervint progressivement au fur et à mesure des difficultés rencontrées par les banques pour refinancer leurs dettes. La dette extérieure des quatre principales banques du pays est estimée à plus 100 milliards de dollars US, c'est-à-dire environ 300 000 USD par habitant, alors que le produit intérieur brut islandais est de 14 milliards USD[réf. nécessaire]. La króna, ou couronne islandaise, fut dès le début 2007 jugée par The Economist comme la monnaie la plus surévaluée du monde, ayant également souffert des effets de Carry trade sur le marché des changes, exacerbant d'autant le problème.
À partir d'un marché domestique restreint (l'Islande ne compte qu'un peu plus de 300 000 habitants), les banques islandaises ont financé leur expansion à l'aide d'emprunts sur le marché interbancaire et, plus récemment, par des dépôts hors Islande, via des rendements attrayants, ce qui est une forme de dette extérieure. Les Islandais eux-mêmes ont contracté une forte dette privée, équivalent à 213 % du revenu disponible, ce qui a engendré l'inflation.
En réponse à la hausse des prix – 14 % sur les douze mois précédant septembre 2008, à comparer avec l'objectif de 2,5 % –, la Banque centrale d'Islande a gardé des taux d'intérêt élevés (15,5 %). De tels taux d'intérêt, à comparer avec les 5,5 % au Royaume-Uni ou les 4 % de l'Eurozone entre autres, ont encouragé les investisseurs étrangers à déposer des avoirs en couronne islandaise, conduisant à une forte inflation monétaire : la masse monétaire (M3) islandaise s'accrut de 37,8 % dans les douze mois précédant août 2008, à comparer avec un accroissement du produit intérieur brut de 5 % sur la même période. Et dès lors s'est installée une situation de bulle financière, avec des investisseurs surestimant la valeur réelle de la couronne islandaise.
Comme de nombreuses autres banques à travers le monde, les banques islandaises eurent de plus en plus de difficultés à se refinancer sur le marché interbancaire, ainsi qu'à renouveler leurs emprunts, les créditeurs exigeant paiement alors qu'il n'apparaissait plus possible d'obtenir de nouveaux emprunts. En une telle situation, une banque devrait normalement pouvoir demander de l'aide à sa banque centrale, en tant que prêteur de dernier recours. Cependant, les banques privées islandaises étant plus importantes que l'économie domestique islandaise elle-même, et la Banque centrale d'Islande n'étant pas en mesure de garantir le paiement des dettes contractées par les banques, le résultat en fut l'acculement des banques au dépôt de bilan, et finalement, à la nationalisation. Les réserves officielles de la Banque centrale à la fin septembre 2008 se montaient à 374,8 milliards de couronnes islandaises, à comparer avec les dettes cumulées des banques privées de 350,3 milliards de couronnes sur le marché des dettes à court terme.

## Développements

### Monnaie
La couronne islandaise (ISK) perd près de 50 % face à l'euro entre janvier et octobre 2008. La hausse des prix se monte à 14 %. Le montant des taux d'intérêt islandais a été porté à 15,5 % pour s'accorder avec une inflation haute et la faiblesse de la couronne, désormais uniquement battue par les performances catastrophiques du dollar zimbabwéen. Cette dépréciation de la monnaie met une forte pression sur les banques privées islandaises, fortement dépendantes de la dette extérieure.
Dans la nuit du mercredi 8 octobre 2008, la Banque centrale d'Islande abandonne ses tentatives de maintenir un taux de change fixe de 131 couronnes pour un euro, taux qu'elle avait tenté d'instaurer le lundi 6 octobre.
Le jeudi 9 octobre, la couronne islandaise est échangée à un cours de 340 contre 1 euro quand la monnaie échappe à toute maîtrise à la suite de la prise de commande par le gouvernement de la dernière grande banque privée islandaise ; et dès lors, la perte du marché de la couronne par les établissements de « compensation »,.

### Notation de la dette souveraine
| Agency  | 29 sept. 08 | 10 oct. 08 |
| ------- | ----------- | ---------- |
| Fitch   | A+          | BBB–       |
| Moody's | Aa1         | A1         |
| R&I     | AA          | BBB–       |
| S&P     | A–          | BBB        |

Les quatre agences de notation qui évaluent la dette souveraine de l'Islande ont toutes abaissé leur notation au cours de la crise, et leurs prévisions pour le futur vont dans le sens d'une dépréciation. Le gouvernement islandais avait un bilan relativement sain, avec une dette souveraine de 28,3 % du PIB et un surplus de budget de 5,5 % du PIB en 2007. De plus, la valeur des obligations en monnaie étrangère arrivant à échéance en 2008 n'était que de 600 millions USD, et le service de la dette étrangère de 2009 de 215 millions USD, charges qui étaient gérables par le gouvernement islandais. Cependant, les agences pensent que le gouvernement va devoir émettre davantage d'obligations en monnaie étrangère, pour couvrir, d'une part, les pertes issues des liquidations des opérations des banques privées islandaises à l'étranger, et d'autre part, pour stimuler la demande intérieure sur le marché national qui s'oriente vers la récession.

## Conséquences
Le climat économique en Islande a affecté de nombreuses activités économiques ainsi que les citoyens. Avec la création de la Nýi Landsbanki, la nouvelle entité constituée sur les ruines de la Landsbanki, environ 500 employés perdent leur travail, l'entreprise passant de 1 500 à 1 000 personnes, à la suite de la restructuration visant à la réduction des activités internationales de la banque. La perte d'emplois doit être comparée avec le nombre de personnes sans emploi, et le nombre de vacances d'emploi déclaré, se montant respectivement à 2 136 et 495 fin août 2008.
D'autres entreprises sont touchées. Par exemple, Icelandair a constaté une baisse significative des demandes de vols intérieurs. Le trafic international serait cependant en augmentation. Guðjón Arngrímsson, un porte-parole de la compagnie, a déclaré en octobre 2008 : « Nous bénéficions d'un trafic raisonnable des autres marchés [vols non-domestiques]. [...] Nous tentons de profiter de la faiblesse de la couronne ». Il a également déclaré qu'il était impossible de prédire si la compagnie serait bénéficiaire en 2008.
Morgunblaðið, un journal islandais, supprime des emplois et s'associe au groupe média 365. Le journal 24 stundir a cessé sa publication à la suite de la crise, ce qui se traduit par une perte de vingt emplois.
Selon Paul Thomsen, directeur de la mission du FMI en Islande, le produit intérieur brut de l'Islande devrait chuter de 10 % en raison de la crise, mettant le pays en situation de dépression économique.
Des manifestations ont lieu régulièrement devant le Parlement, pour exiger la démission du gouvernement et du directeur de la banque centrale, ainsi que des élections anticipées. Ces manifestations ont été émaillées d'incidents rarissimes dans ce petit pays sans armée de 320 000 habitants.
L'Islande a organisé un premier référendum le 6 mars 2010, par lequel la population a été invitée à indiquer si elle souhaitait s'acquitter de la dette de Icesave (3,5 milliards de dollars).
Ce référendum a été provoqué par le refus du président islandais de promulguer l'accord entre l'Angleterre, les Pays-Bas et l'Islande, pourtant ratifié par le Parlement. Le but de cet accord était de planifier le remboursement la dette d'Icesave dont le gouvernement islandais est garant. Lors de ce référendum les Islandais se sont prononcés à plus de 93 % contre le plan de sauvetage d'Icesave (et 1,7 % en faveur de ce plan - taux de participation de 63 %). La mise en place de ce remboursement prévoyait que chaque habitant allait devoir verser l'équivalent de 100 euros par mois pendant huit ans afin de rembourser l'intégralité de la dette d'Icesave. La conséquence de ce rejet est un nouveau projet de remboursement, à un taux plus faible et sur une durée plus longue. Le nouveau refus du président islandais de promulguer le deuxième accord conduit à un deuxième référendum le 9 avril 2011. Les Islandais se sont prononcés à 58,9 % contre ce deuxième plan (taux de participation de 70 %).
Cependant, ces deux rejets ne signifient pas que la « dette Icesave » ne sera pas remboursée. En effet, la maison mère de la banque Icesave, Landsbanki, avait toujours affirmé être en mesure de rembourser cette dette. Elle le confirma encore une fois en septembre 2011 et effectua un premier virement à ses créanciers britanniques et hollandais en décembre 2011,. 

## Réactions de gouvernements étrangers
En 2008, le Premier ministre britannique, Gordon Brown, se prévaut de la législation antiterroriste (Anti-terrorism, Crime and Security Act de 2001) pour geler les avoirs bancaires islandais au Royaume-Uni,,,,.
Le premier ministre Geir Haarde s'est tourné vers la Russie. En 2009, il envoie une délégation pour négocier un prêt de 3 milliards de livres pour soutenir les finances du pays, notamment le cours de la couronne.